# نبهان رضوان
نبهان رضوان (زاده ۷ فوریه ۱۹۹۷)  یک بازیگر بریتانیایی است که برای درام جنایی اینفورمر، نقش‌های مکمل او در تصادف و ۱۹۱۷، و مینی‌سریال ایستگاه یازده شناخته شده است. رضوان اصالتا اهل اسکس است و اکنون در لندن زندگی می‌کند. 

## اوایل زندگی
مادر رضوان، شهناز، یک بازیگر کودک بود و همچنین در سریال هندی یه های محبتین به عنوان یک بزرگسال در نقش سانتوش "توشی" بهلا بازی کرد. پدرش نمایشنامه‌نویس و برادرش ماوان بازیگر، نویسنده و کمدین است.  رضوان در ایلفورد بزرگ شد و در ابتدا بیشتر به بازی کریکت علاقه داشت تا بازیگری.  پس از پایان دوره مرحله-A به کار جوانان و بازی در گروه های تئاتر پرداخت. آزمون بازیگری او برای اینفورمرز یکی از اولین آزمون‌های او بود. 